# Dicranomyia immanis
Dicranomyia immanis là một loài ruồi trong họ Limoniidae. Chúng phân bố ở miền Tân bắc.